# Chris Amon
Christopher Arthur „Chris“ Amon (* 20. Juli 1943 in Bulls; † 3. August 2016 in Rotorua) war ein neuseeländischer Automobilrennfahrer. Er startete zwischen 1963 und 1976 bei 96 Grands Prix in der Automobil-Weltmeisterschaft. Darüber hinaus nahm er auch an Sport- und Tourenwagenrennen teil und gewann 1966 gemeinsam mit seinem Landsmann Bruce McLaren das 24-Stunden-Rennen von Le Mans. Amon gilt als der beste Rennfahrer, der nie ein Formel-1-Rennen gewann.

## Karriere
Amon, der während seiner Karriere u. a. bei namhaften Rennställen wie Ferrari, March und Matra unter Vertrag stand, galt zu seiner aktiven Zeit als einer der schnellsten Rennfahrer und größten Pechvögel zugleich. Der Erfolg blieb ihm stets versagt. Bis heute ist er der Formel-1-Pilot mit den meisten ersten Startplätzen (fünf), ohne dabei jemals ein Rennen gewonnen zu haben. Zudem ist Amon unter den sieglosen Piloten mit über 850 km der Fahrer mit den meisten Führungskilometern der Formel-1-Geschichte. Oftmals ereilten ihn in aussichtsreicher Position technische Defekte, die ihn zurückwarfen oder sein Rennen beendeten. Manche Journalisten betitelten ihn als „Pechvogel“, Weltmeister Mario Andretti formulierte es Ende der 1970er Jahre so: „Pech? Wenn Chris Amon Bestattungsunternehmer geworden wäre, hätten die Leute aufgehört zu sterben“.

### Motorsport statt Studium der Landwirtschaft
Nach dem Abschluss des privaten Wanganui Collegiates weigerte sich Amon, die landwirtschaftliche Hochschule zu besuchen, wie es im Hinblick auf die Schafzucht der Familie vorgesehen war. Dennoch unterstützten die Eltern seine motorsportlichen Interessen, sodass er 1960 als 16-Jähriger mit einem Austin A 40 sein erstes Rennen bestreiten konnte. Dem Tourenwagen folgte ein älterer Formel-2-Cooper-Climax und bereits zur Wintersaison 1962 in Neuseeland ein Maserati 250 F, ein ehemaliger Formel-1-Wagen, Baujahr 1954, mit Frontmotor. Gegen die Mittelmotorwagen war Amon zwar chancenlos, aber er beeindruckte unter anderem Reg Parnell, der ihn 1963 für sein Formel-1-Team verpflichtete. Nach Parnells Wechsel von Lola-Climax zu Lotus-BRM kam es zu Spannungen und für Amon zu einer Formel-1-Pause.

### Automobil-Weltmeisterschaft

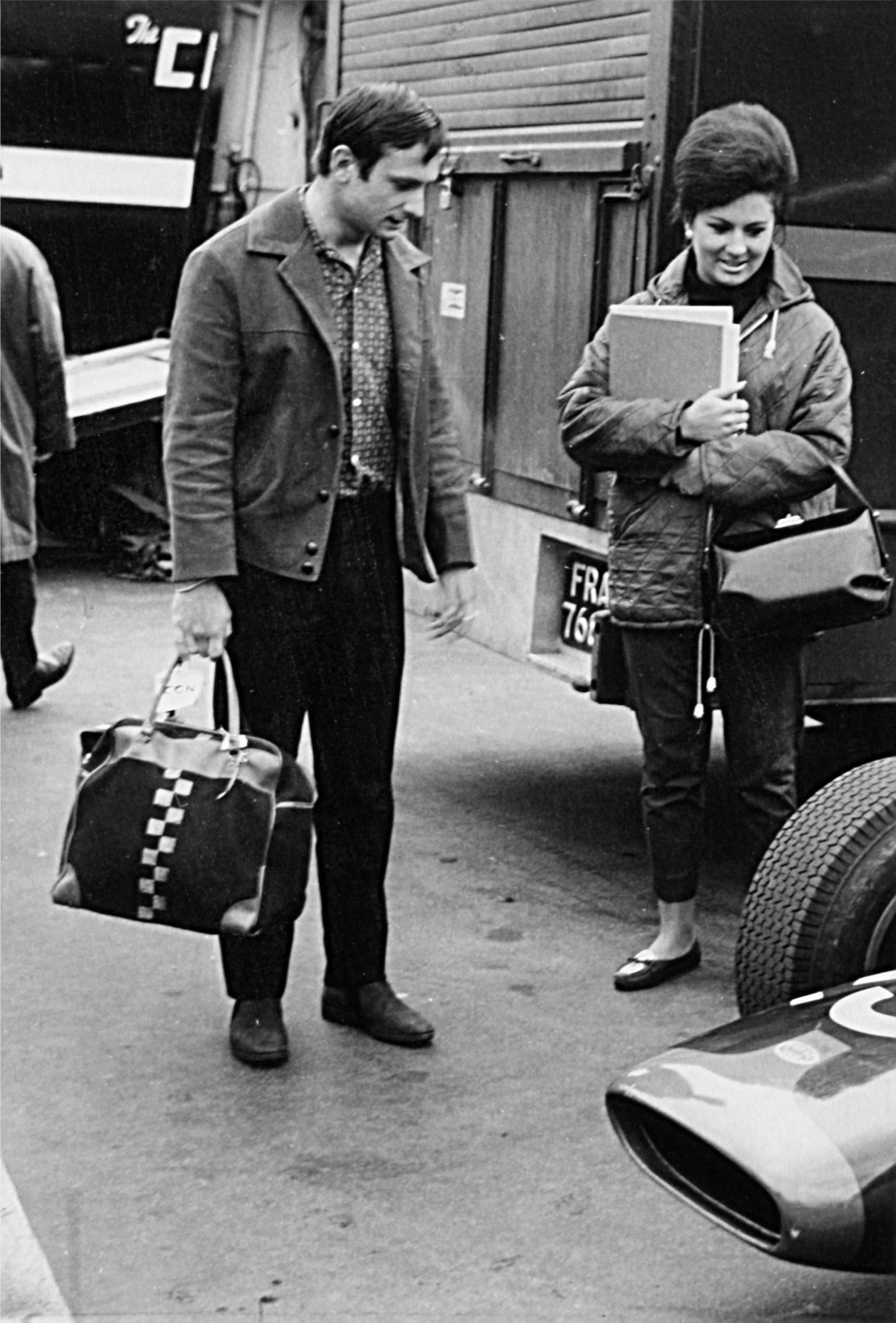
Chris Amon 1965 während des Trainings zum GP von Deutschland im Fahrerlager des Nürburgrings

Amon startete zum ersten Mal beim Großen Preis von Belgien 1963 in einem Lola-Climax MK4 für das Reg Parnell Racing Team zu einem Rennen der Automobil-Weltmeisterschaft. Bis zum Ende der Saison 1965 nahm er an weiteren 15 Grand Prix für Parnell teil, dabei startete er elf Mal mit einem Lotus-Chassis.

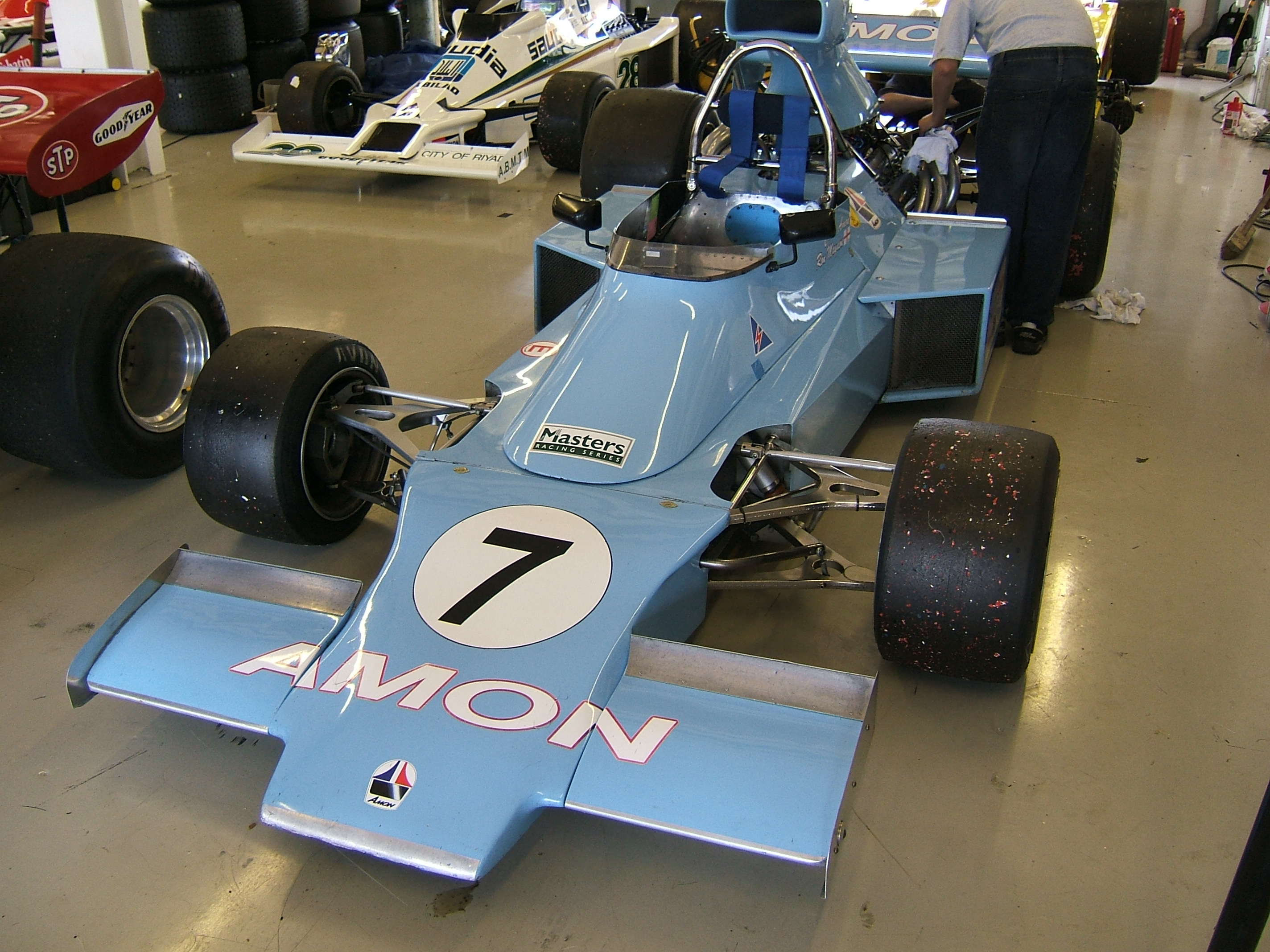
Amon F101 von 1974

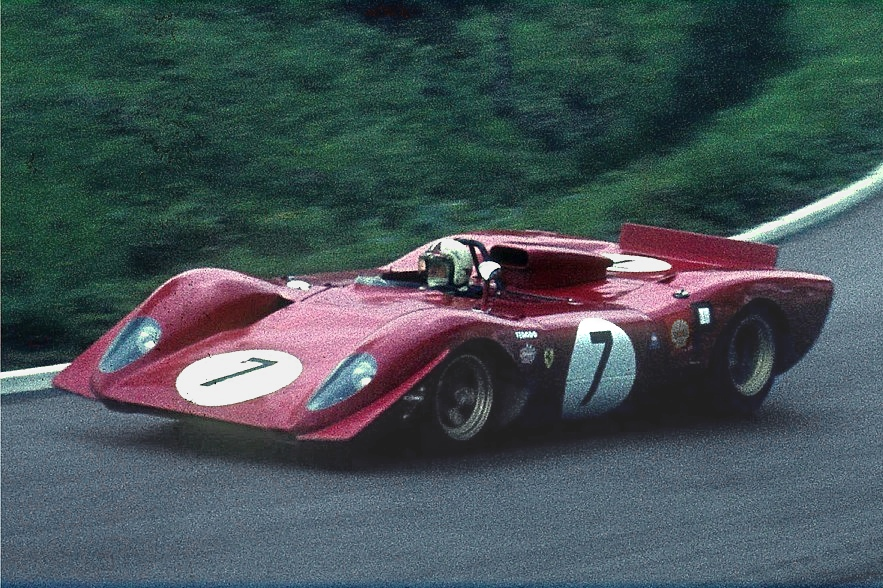
Amon beim 1000-km-Rennen auf dem Nürburgring 1969 im Ferrari

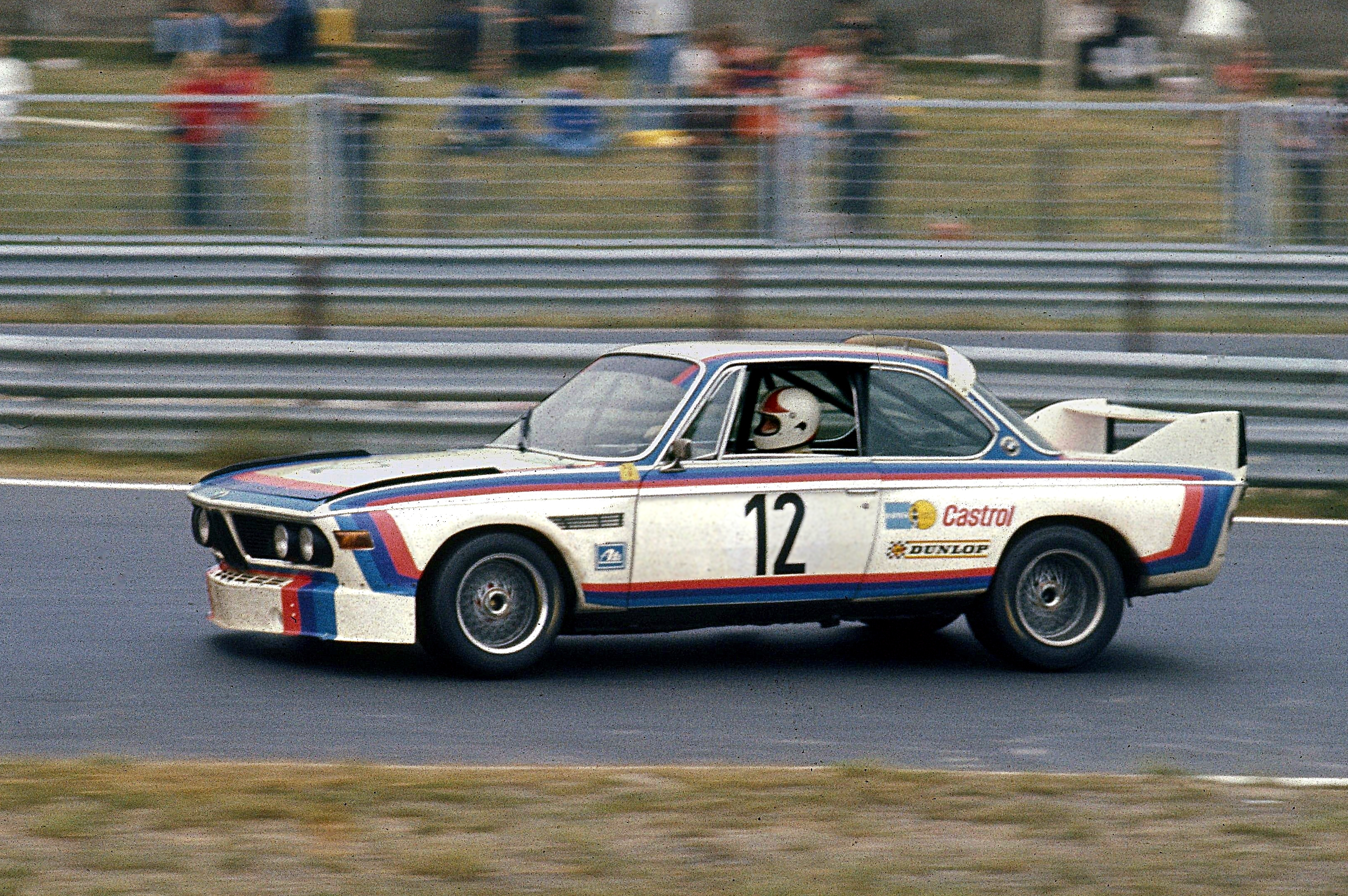
Amon 1973 im BMW

1966 fuhr Amon lediglich ein Rennen für Cooper, bevor er von 1967 bis 1969 bei Ferrari unter Vertrag stand. Nach den tödlichen Unfällen von Lorenzo Bandini und Ludovico Scarfiotti sowie der schweren Verletzung von Mike Parkes ruhten die Erwartungen und der Erfolgsdruck des gesamten Teams auf seinen Schultern. Amon rechtfertigte seinen Vertrag mit einigen guten Ergebnissen. So wurde er beim Großen Preis von Großbritannien 1968 von Jo Siffert nur knapp geschlagen und stand in den drei Jahren weitere fünfmal auf dem Podest.
In der Sportwagen-Weltmeisterschaft hielt sich Amon teilweise schadlos und konnte sich so für entgangene Erfolge in der Automobil-Weltmeisterschaft revanchieren. 1966 gelang ihm der Triumph beim 24-Stunden-Rennen von Le Mans. Mit Partner Bruce McLaren siegte Amon im Ford GT 40 und bescherte dem US-Unternehmen aus Dearborn den ersten Sieg an der Sarthe. 1967, diesmal für Ferrari, gewann er sowohl das 24-Stunden-Rennen von Daytona als auch das 1000-km-Rennen von Monza.
1970 startete Amon für March und schaffte seine punktreichste Saison in der Automobil-Weltmeisterschaft. Zweimal wurde er als Zweiter abgewunken und sammelte insgesamt 23 WM-Punkte. 1971 wechselte er zum französischen Nationalteam Matra, mit deren Chassis Jackie Stewart 1969 Weltmeister geworden war. In zwei Saisonen gelangen ihm dort zwei Pole-Positions und zwei dritte Plätze.
In den folgenden Jahren bis zum Abschluss seiner Karriere in der Automobil-Weltmeisterschaft 1976 absolvierte er Rennen für das Tecno-Team, für Tyrrell, B.R.M., für sein eigenes Projekt mit Namen Chris Amon Racing sowie für Ensign. Für die nordamerikanischen Rennen der Automobil-Weltmeisterschaft 1976 wurde Amon schließlich von Walter Wolf verpflichtet und für dessen Team Walter Wolf Racing gemeldet. Amon nahm in einem Williams FW05 am Qualifikationstraining zum Großen Preis von Kanada teil, wurde aber bei einem Unfall im Training schwer verletzt und musste das Rennen am folgenden Tag ebenso wie den folgenden Großen Preis der USA Ost auslassen. Er wurde durch Warwick Brown ersetzt.
Insgesamt nahm Amon an 96 Grand-Prix-Rennen teil. Dabei startete er fünfmal von der Pole-Position, gewann jedoch kein Rennen. Er belegte dreimal den zweiten sowie achtmal den dritten Platz und sammelte insgesamt 83 Weltmeisterschaftspunkte. Bei 12 weiteren Grands Prix konnte er sich nicht qualifizieren oder sagte den Start ab.

### Tourenwagen
Am 8. Juli 1973 gewann Chris Amon mit Hans-Joachim Stuck als Partner auf BMW CSL den Großen Preis der Tourenwagen (6-Stunden-Rennen) auf dem Nürburgring. Amon/Stuck gewannen in 6:03:06,5 Stunden (42 Runden = 959,7 km).

### Langstreckenrennen
Bei Langstreckenrennen war Amon weit erfolgreicher als im Monopostosport. Zusammen mit Bruce McLaren gewann er im Ford GT40 das 24-Stunden-Rennen von Le Mans 1966. Im folgenden Jahr siegte er mit der Scuderia Ferrari beim 24-Stunden-Rennen von Daytona.

### Ende der Karriere als Rennfahrer
Nach dem schweren Unfall von Niki Lauda auf dem Nürburgring 1976 beendete Amon mit 33 Jahren seine Karriere als Rennfahrer. Er kehrte 1977 nach Hause zurück und betrieb zusammen mit seiner Frau die elterliche Schaffarm. Anfang der 1980er-Jahre testete er Autos für eine Fernsehserie und wurde später Berater für Toyota Neuseeland. Chris Amon starb im Alter von 73 Jahren im Rotorua Hospital nach längerem Leiden an Krebs. Er hinterließ seine Frau, eine Tochter und zwei Söhne.

## Statistik

### Statistik in der Automobil-Weltmeisterschaft
Diese Statistik umfasst alle Teilnahmen des Fahrers an der Automobil-Weltmeisterschaft, die heutzutage als Formel-1-Weltmeisterschaft bezeichnet wird.

#### Gesamtübersicht
| Saison | Team                    | Chassis           | Motor                 | Rennen | Siege | Zweiter | Dritter | Poles | schn. Rennrunden | Punkte | WM-Pos. |
| ------ | ----------------------- | ----------------- | --------------------- | ------ | ----- | ------- | ------- | ----- | ---------------- | ------ | ------- |
| 1963   | Reg Parnell Racing      | Lola Mk4A         | BRM 1.5 V8            | 5      | –     | –       | –       | –     | –                | –      | –       |
| 1963   | Reg Parnell Racing      | Lotus 24          | Climax 1.5 V8         | 1      | –     | –       | –       | –     | –                | –      | –       |
| 1964   | Reg Parnell Racing      | Lotus 25          | Climax 1.5 V8         | 7      | –     | –       | –       | –     | –                | 2      | 16.     |
| 1964   | Reg Parnell Racing      | Lotus 25          | BRM 1.5 V8            | 1      | –     | –       | –       | –     | –                | 2      | 16.     |
| 1965   | Reg Parnell Racing      | Lotus 25          | BRM 1.5 V8            | 2      | –     | –       | –       | –     | –                | –      | –       |
| 1966   | Cooper Car Company      | Cooper T81        | Maserati 3.0 V12      | 1      | –     | –       | –       | –     | –                | –      | –       |
| 1967   | Scuderia Ferrari        | Ferrari 312/67    | Ferrari 3.0 V12       | 10     | –     | –       | 4       | –     | –                | 20     | 5.      |
| 1968   | Scuderia Ferrari        | Ferrari 312/67    | Ferrari 3.0 V12       | 1      | –     | –       | –       | –     | –                | 10     | 10.     |
| 1968   | Scuderia Ferrari        | Ferrari 312/67/68 | Ferrari 3.0 V12       | 2      | –     | –       | –       | 2     | –                | 10     | 10.     |
| 1968   | Scuderia Ferrari        | Ferrari 312/68    | Ferrari 3.0 V12       | 8      | –     | 1       | –       | 1     | –                | 10     | 10.     |
| 1969   | Scuderia Ferrari        | Ferrari 312/69    | Ferrari 3.0 V12       | 6      | –     | –       | 1       | –     | –                | 4      | 12.     |
| 1970   | March Engineering       | March 701         | Ford-Cosworth 3.0 V8  | 13     | –     | 2       | 1       | –     | 1                | 23     | 8.      |
| 1971   | Equipe Matra Sports     | Matra MS120B      | Matra 3.0 V12         | 10     | –     | –       | 1       | 1     | –                | 9      | 11.     |
| 1972   | Equipe Matra            | Matra MS120C      | Matra 3.0 V12         | 5      | –     | –       | –       | –     | 1                | 12     | 10.     |
| 1972   | Equipe Matra            | Matra MS120D      | Matra 3.0 V12         | 6      | –     | –       | 1       | 1     | 1                | 12     | 10.     |
| 1973   | Martini Racing Team     | Tecno PA123B      | Tecno 3.0 F12         | 4      | –     | –       | –       | –     | –                | 1      | 21.     |
| 1973   | Elf Team Tyrrell        | Tyrrell 005       | Ford-Cosworth 3.0 V12 | 1      | –     | –       | –       | –     | –                | 1      | 21.     |
| 1974   | Chris Amon Racing       | Amon AF101        | Ford-Cosworth 3.0 V8  | 1      | –     | –       | –       | –     | –                | –      | –       |
| 1974   | Team Motul BRM          | BRM P201          | BRM 3.0 V12           | 2      | –     | –       | –       | –     | –                | –      | –       |
| 1975   | HB Bewaking Team Ensign | Ensign N175       | Ford-Cosworth 3.0 V8  | 2      | –     | –       | –       | –     | –                | –      | –       |
| 1976   | Team Ensign             | Ensign N174       | Ford-Cosworth 3.0 V8  | 3      | –     | –       | –       | –     | –                | 2      | 18.     |
| 1976   | Team Ensign             | Ensign N176       | Ford-Cosworth 3.0 V8  | 5      | –     | –       | –       | –     | –                | 2      | 18.     |
| Gesamt | Gesamt                  | Gesamt            | Gesamt                | 96     | –     | 3       | 8       | 5     | 3                | 83     |         |

#### Einzelergebnisse
| Saison | 1   | 2   | 3   | 4   | 5   | 6   | 7   | 8   | 9   | 10  | 11  | 12  | 13  | 14  | 15 | 16 |
| ------ | --- | --- | --- | --- | --- | --- | --- | --- | --- | --- | --- | --- | --- | --- | -- | -- |
| 1963   |     |     |     |     |     |     |     |     |     |     |     |     |     |     |    |    |
| DNS    | DNF | DNF | 7   | 7   | DNF | DNS |     | DNF |     |     |     |     |     |     |    |    |
| 1964   |     |     |     |     |     |     |     |     |     |     |     |     |     |     |    |    |
| DNQ    | 5   | DNF | 10  | DNF | 11* | DNF |     | DNF | DNF |     |     |     |     |     |    |    |
| 1965   |     |     |     |     |     |     |     |     |     |     |     |     |     |     |    |    |
|        |     |     | DNF | DNS |     | DNF |     |     |     |     |     |     |     |     |    |    |
| 1966   |     |     |     |     |     |     |     |     |     |     |     |     |     |     |    |    |
|        |     | 8   |     |     |     | DNQ |     |     |     |     |     |     |     |     |    |    |
| 1967   |     |     |     |     |     |     |     |     |     |     |     |     |     |     |    |    |
|        | 3   | 4   | 3   | DNF | 3   | 3   | 6   | 7   | DNF | 9   |     |     |     |     |    |    |
| 1968   |     |     |     |     |     |     |     |     |     |     |     |     |     |     |    |    |
| 4      | DNF |     | DNF | 6   | 10  | 2   | DNF | DNF | DNF | DNF | DNF |     |     |     |    |    |
| 1969   |     |     |     |     |     |     |     |     |     |     |     |     |     |     |    |    |
| DNF    | DNF | DNF | 3   | DNF | DNF |     |     |     |     |     |     |     |     |     |    |    |
| 1970   |     |     |     |     |     |     |     |     |     |     |     |     |     |     |    |    |
| DNF    | DNF | DNF | 2   | DNF | 2   | 5   | DNF | 8   | 7   | 3   | 5   | 4   |     |     |    |    |
| 1971   |     |     |     |     |     |     |     |     |     |     |     |     |     |     |    |    |
| 5      | 3   | DNF | DNF | 5   | DNF | DNF |     | 6   | 10  | 12  |     |     |     |     |    |    |
| 1972   |     |     |     |     |     |     |     |     |     |     |     |     |     |     |    |    |
| DNS    | 15  | DNF | 6   | 6   | 3   | 4   | 15  | 5   | DNF | 6   | 15  |     |     |     |    |    |
| 1973   |     |     |     |     |     |     |     |     |     |     |     |     |     |     |    |    |
|        |     |     |     | 6   | DNF |     |     | DNF | DNF |     | DNS |     | 10  | DNS |    |    |
| 1974   |     |     |     |     |     |     |     |     |     |     |     |     |     |     |    |    |
|        |     |     | DNF |     | DNS |     |     |     |     | DNQ |     | DNQ | NC  | 9   |    |    |
| 1975   |     |     |     |     |     |     |     |     |     |     |     |     |     |     |    |    |
|        |     |     |     |     |     |     |     |     |     |     | 12  | 12  |     |     |    |    |
| 1976   |     |     |     |     |     |     |     |     |     |     |     |     |     |     |    |    |
|        | 14  | 8   | 5   | DNF | 13  | DNF |     | DNF | DNF |     |     |     | DNS |     |    |    |

| Legende  | Legende            | Legende                                                          |
| Farbe    | Abkürzung          | Bedeutung                                                        |
| -------- | ------------------ | ---------------------------------------------------------------- |
| Gold     | –                  | Sieg                                                             |
| Silber   | –                  | 2. Platz                                                         |
| Bronze   | –                  | 3. Platz                                                         |
| Grün     | –                  | Platzierung in den Punkten                                       |
| Blau     | –                  | Klassifiziert außerhalb der Punkteränge                          |
| Violett  | DNF                | Rennen nicht beendet (did not finish)                            |
| Violett  | NC                 | nicht klassifiziert (not classified)                             |
| Rot      | DNQ                | nicht qualifiziert (did not qualify)                             |
| Rot      | DNPQ               | in Vorqualifikation gescheitert (did not pre-qualify)            |
| Schwarz  | DSQ                | disqualifiziert (disqualified)                                   |
| Weiß     | DNS                | nicht am Start (did not start)                                   |
| Weiß     | WD                 | zurückgezogen (withdrawn)                                        |
| Hellblau | PO                 | nur am Training teilgenommen (practiced only)                    |
| Hellblau | TD                 | Freitags-Testfahrer (test driver)                                |
| ohne     | DNP                | nicht am Training teilgenommen (did not practice)                |
| ohne     | INJ                | verletzt oder krank (injured)                                    |
| ohne     | EX                 | ausgeschlossen (excluded)                                        |
| ohne     | DNA                | nicht erschienen (did not arrive)                                |
| ohne     | C                  | Rennen abgesagt (cancelled)                                      |
| ohne     | keine WM-Teilnahme |                                                                  |
| sonstige | P/fett             | Pole-Position                                                    |
| sonstige | 1/2/3/4/5/6/7/8    | Punktplatzierung im Sprint-/Qualifikationsrennen                 |
| sonstige | SR/kursiv          | Schnellste Rennrunde                                             |
| sonstige | *                  | nicht im Ziel, aufgrund der zurückgelegten Distanz aber gewertet |
| sonstige | ()                 | Streichresultate                                                 |
| sonstige | unterstrichen      | Führender in der Gesamtwertung                                   |

### Le-Mans-Ergebnisse
| Jahr | Team                          | Fahrzeug             | Teamkollege          | Platzierung | Ausfallgrund       |
| ---- | ----------------------------- | -------------------- | -------------------- | ----------- | ------------------ |
| 1964 | Briggs Cunningham             | Shelby Daytona Cobra | Jochen Neerpasch     | Ausfall     | Disqualifiziert    |
| 1965 | Shelby American Incorporation | Ford GT40            | Phil Hill            | Ausfall     | Getriebeschaden    |
| 1966 | Shelby American Incorporation | Ford GT40            | Bruce McLaren        | Gesamtsieg  |                    |
| 1967 | SpA Ferrari SEFAC             | Ferrari 330P3        | Nino Vaccarella      | Ausfall     | Feuer              |
| 1969 | SpA Ferrari SEFAC             | Ferrari 312P         | Peter Schetty        | Ausfall     | Unfall             |
| 1971 | Equipe Matra Simca            | Matra MS660          | Jean-Pierre Beltoise | Ausfall     | Benzineinspritzung |
| 1972 | Equipe Matra Simca Shell      | Matra MS670          | Jean-Pierre Beltoise | Ausfall     | Unfall             |
| 1973 | BMW Motorsport                | BMW 3.0 CSL          | Hans-Joachim Stuck   | Ausfall     | Unfall             |

### Sebring-Ergebnisse
| Jahr | Team                 | Fahrzeug     | Teamkollege    | Platzierung            | Ausfallgrund |
| ---- | -------------------- | ------------ | -------------- | ---------------------- | ------------ |
| 1969 | Ferrari S.P.A. SEFAC | Ferrari 312P | Mario Andretti | Rang 2 und Klassensieg |              |

### Einzelergebnisse in der Sportwagen-Weltmeisterschaft
| Saison | Team                                     | Rennwagen                      | 1   | 2   | 3   | 4   | 5   | 6   | 7   | 8   | 9   | 10  | 11  | 12  | 13  | 14  | 15  | 16  | 17  | 18  | 19  | 20  |
| ------ | ---------------------------------------- | ------------------------------ | --- | --- | --- | --- | --- | --- | --- | --- | --- | --- | --- | --- | --- | --- | --- | --- | --- | --- | --- | --- |
| 1964   | Ulf Norinder Briggs Cunningham           | Ferrari 250 GTO Shelby Daytona | DAY | SEB | TAR | MON | SPA | CON | NÜR | ROS | LEM | REI | FRE | CCE | RTT | SIM | NÜR | MON | TDF | BRI | BRI | PAR |
| 1964   | Ulf Norinder Briggs Cunningham           | Ferrari 250 GTO Shelby Daytona |     |     |     |     |     |     | DNF |     | DNF | 17  |     |     |     |     |     |     |     |     |     |     |
| 1965   | Carroll Shelby International McLaren     | Ford GT40 Elva Mk.8            | DAY | SEB | BOL | MON | MON | RTT | TAR | SPA | NÜR | MUG | ROS | LEM | REI | BOZ | FRE | CCE | OVI | NÜR | BRI | BRI |
| 1965   | Carroll Shelby International McLaren     | Ford GT40 Elva Mk.8            |     |     |     |     | DNF | DNF |     |     | 8   |     |     | DNF |     |     |     |     |     |     |     |     |
| 1966   | Carroll Shelby International English Ltd | Ford GT40                      | DAY | SEB | MON | TAR | SPA | NÜR | LEM | MUG | CCE | HOK | SIM | NÜR | ZEL |     |     |     |     |     |     |     |
| 1966   | Carroll Shelby International English Ltd | Ford GT40                      | 5   |     | DNF |     | 5   |     | 1   |     |     |     |     |     |     |     |     |     |     |     |     |     |
| 1967   | Scuderia Ferrari                         | Ferrari 330P4 Ferrari 330P3    | DAY | SEB | MON | SPA | TAR | NÜR | LEM | HOK | MUG | BRH | CCE | ZEL | OVI | NÜR |     |     |     |     |     |     |
| 1967   | Scuderia Ferrari                         | Ferrari 330P4 Ferrari 330P3    | 1   |     | 1   |     |     |     | DNF |     |     | 2   |     |     |     |     |     |     |     |     |     |     |
| 1969   | Scuderia Ferrari                         | Ferrari 312P                   | DAY | SEB | BRH | MON | TAR | SPA | NÜR | LEM | WAT | ZEL |     |     |     |     |     |     |     |     |     |     |
| 1969   | Scuderia Ferrari                         | Ferrari 312P                   |     | 2   | 4   | DNF |     |     | DNF | DNF |     |     |     |     |     |     |     |     |     |     |     |     |
| 1970   | Scuderia Ferrari                         | Ferrari 512S                   | DAY | SEB | BRH | MON | TAR | SPA | NÜR | LEM | WAT | ZEL |     |     |     |     |     |     |     |     |     |     |
| 1970   | Scuderia Ferrari                         | Ferrari 512S                   |     |     | 5   | 2   |     |     |     |     |     |     |     |     |     |     |     |     |     |     |     |     |
| 1971   | Matra                                    | Matra MS660                    | BUA | DAY | SEB | BRH | MON | SPA | TAR | NÜR | LEM | ZEL | WAT |     |     |     |     |     |     |     |     |     |
| 1971   | Matra                                    | Matra MS660                    |     |     |     |     |     | DNF |     |     |     |     |     |     |     |     |     |     |     |     |     |     |
| 1972   | Matra                                    | Matra MS670                    | BUA | DAY | SEB | BRH | MON | SPA | TAR | NÜR | LEM | ZEL | WAT |     |     |     |     |     |     |     |     |     |
| 1972   | Matra                                    | Matra MS670                    |     |     |     |     |     | DNF |     |     |     |     |     |     |     |     |     |     |     |     |     |     |
| 1973   | Matra BMW                                | Matra MS670 BMW 3.0 CSL        | DAY | VAL | DIJ | MON | SPA | TAR | NÜR | LEM | ZEL | WAT |     |     |     |     |     |     |     |     |     |     |
| 1973   | Matra BMW                                | Matra MS670 BMW 3.0 CSL        |     |     |     |     | 3   |     | DNF | DNF |     |     |     |     |     |     |     |     |     |     |     |     |